# Сливиньский, Артур
Сливиньский, Артур (пол. Artur Śliwiński; 17 августа 1877, Ruszki, Лодзинское воеводство — 16 января 1953, Варшава) — польский государственный и политический деятель, историк, публицист, сенатор в 1935—1939 годах.

## Биография
Он родился в помещичьей семье Артура и Мани, урождённой Зелинской, владельцев хуторов Рушка и Выры недалеко от Жихлина. У него было много братьев и сестёр — старший брат Стефан был врачом, Станислав — инженером в сахарной отрасли, младший Тадеуш — технологом по сахару. Артур окончил среднюю школу в Варшаве и учился в Коммерческой академии в Лейпциге.
С 1902 года он был членом Польской социалистической партии. В 1900–1905 годах сотрудничал с левыми журналами в Варшаве. Во время революции 1905 года жил в Киеве, где возглавлял местную организацию Польской социалистической партии. В 1905 году он женился на Леокадии Чарнецкой. В 1906 году под надзором полиции он с женой уехал в Галичину. В ноябре 1906 года Сливиньский стал редактором теоретического журнала «Трибуна» в Кракове, неофициального органа «стариков», выходящего раз в две недели, после раскола в ППС — Революционной фракции. С 1907 член Иностранного комитета ППС. В 1907 году он с женой поселился на постоянной основе в Варшаве. В этот период он работал в банке. С 1908 года издавал двухнедельный журнал «Витязь». В 1912 году он был одним из основателей, а затем ведущих активистов Союза патриотов. 
Во время Первой мировой войны Сливиньский был одним из ближайших соратников старшего поколения Юзефа Пилсудского. Он стал вдохновителем восстания и одним из руководителей Союза организаций независимости, действовавшего с августа по октябрь 1914 года, в котором он представлял Польскую социалистическую партию. Перейдя линию фронта в сентябре 1914 года, он стал одним из инициаторов, а затем и активистов Польской национальной организации. В октябре 1914 года он вернулся в Варшаву и там участвовал в восстановлении Варшавской организации ППС. Затем в органах Союза партий независимости от имени ППС. С середины 1915 года он полностью отошёл от деятельности в Польской социалистической партии и с тех пор действовал в Союзе патриотов и УСН. Сливиньский стал одним из инициаторов, а затем членов Верховного комитета Объединённых партий независимости, созданного 5 августа 1915 года.
С 18 декабря 1915 г. по 18 февраля 1917 г. он возглавлял Центральный национальный комитет в Варшаве. В 1917 году он стал секретарём Временного государственного совета и президентом Партии национальной независимости. Он был одним из ведущих активистов Комитета консенсуса демократических партий.
После войны, в 1918–1919 годах занимал должность вице-президента Варшавской городской думы, а в 1919–1922 годах — вице-президента Варшавы. Он был назначен премьер-министром 28 июня 1922 года. Пробыл премьер-министром всего 9 дней, уйдя в отставку 7 июля 1922 года. В 1925 году он стал генеральным директором Муниципальных театров Варшавы, а в 1932–1939 годах — директором Польского коммунального банка. В 1930-е годы он вернулся в политику, на этот раз в должности сенатора (1935–1939), назначаемого президентом.
После начала Второй мировой войны Сливиньский был членом Гражданского комитета в Варшаве. Он был одним из 12 заложников, переданных немцам в соответствии с актом о капитуляции города от 28 сентября «для защиты от диверсий». В 1939–1941 годах он был президентом Столичного комитета социальной самопомощи.
Артур умер 16 января 1953 года в Варшаве, похоронен на Повонзковском кладбище (участок 50-6-6/7). В 2022 году по инициативе премьер-министра Матеуша Моравецкого могила Артура Сливиньского была отремонтирована. Весь проект был реализован Фондом Старые Повонзки в сотрудничестве с Канцелярией Премьер-министра.

## Личная жизнь
В 1905 году он женился на Леокадии Чарнецкой; у пары родилось две дочери.

## Награды и почести
- Командорский крест ордена Возрождения Польши (2 мая 1924)[11]
- Золотой Академический лавр (5 ноября 1935)[12]